# Don't Let Me Down (chanson de The Chainsmokers)
Cet article concerne la chanson de The Chainsmokers. Pour la chanson des Beatles, voir Don't Let Me Down.
Singles de The Chainsmokers
New York City
(2015) Inside Out
(2016)
Don't Let Me Down est une chanson du duo américain The Chainsmokers en featuring avec Daya issue de l'EP Collage (en).
La chanson a reçu le Grammy Award du meilleur enregistrement dance à la 59e cérémonie des Grammy Awards.
En avril 2018, le clip vidéo atteint le milliard de visionnages sur YouTube.